# Linda Christanell
Linda Christanell née en 1939 à Vienne est une artiste et cinéaste féministe autrichienne. C'est une figure majeure de l'avant-garde féministe autrichienne.

## Biographie
Linda Christanell étudie la peinture à l'Académie des Beaux-Arts de Vienne. Elle est professeure d'art jusqu'en 1974.
Ses premiers travaux portaient principalement sur la photographie et la performance. Au milieu des années 1970, elle se consacre principalement à l'image en mouvement. Elle est fascinée par les objets et leur symboliques. Elle photographie et filme des bibelots qui sont perçus comme des objets vivants et aimés.
Son travail cinématographique est axé sur la déconstruction du regard masculin.
En 2017, le musée du Belvedere 21 (de) consacre une monographie qui comprend cinquante ans de productions de Linda Christanell.
C'est une pionnière de l'art féministe.

## Rétrospectives
- Picture Again, Belvedere 21, Vienne, 2017[3]
- Fenster, Delmes & Zander, Cologne, 2019[2]

## Prix
- prix pour les arts visuels de la ville de Vienne, 2015[2]

## Films
- Es war ein merkwürdiger Tag, 1979, 7 min
- Anna, 1980-81, 40 min
- Fingerfächer, 1982-84, 10 min
- Meomsa, 1988, 43 min
- All can become a rose, 1992, 7 min
- Moving Picture, 1995, 11 min
- A rose is a rose, 2002, 6 min
- Picture again, 2003, 11 min
- Stills: A Movie, 2013, 9 min